# Arturo Mackenna Shiell
Arturo Guillermo Mackenna Shiell (30 de enero de 1919 - 7 de marzo de 2013) fue un ingeniero, empresario y consultor chileno.
Hijo del matrimonio conformado por Luis Mackenna Ovalle y Blanca Shiell Walker, fue el segundo de cuatro hermanos. Entre ellos se contaba Luis, ministro de Hacienda del Gobierno del presidente Jorge Alessandri Rodríguez y presidente del Banco Central de Chile en el periodo 1962-1964.
Se formó en el Liceo Alemán de la capital chilena. Tras titularse como ingeniero civil, en 1943, se incorporó a la estatal Empresa Nacional de Electricidad (Endesa), donde permaneció hasta inicios de la década de 1950.
Entre 1961 y 1964, ejerció como vicepresidente ejecutivo de la estratégica Corporación de Fomento de la Producción (Corfo), en plena administración de Alessandri Rodríguez. Estando en esta responsabilidad, le correspondió participar en el proceso de reconstrucción tras el terremoto y maremoto que sacudió Chile en mayo de 1960.
Al término de esa administración se concentró en actividades empresariales y consultorías.
Casado con Laura Íñiguez Sanfuentes, tuvo cuatro hijos: Juan, Carlos, Antonio y Arturo. Este último se desempeñó como gerente general de la forestal y papelera Empresas CMPC, una de las mayores a nivel global, entre 1986 y 2011.
Fue miembro vitalicio del Colegio de Ingenieros de Chile.